# Christian Gottlieb Scheidler

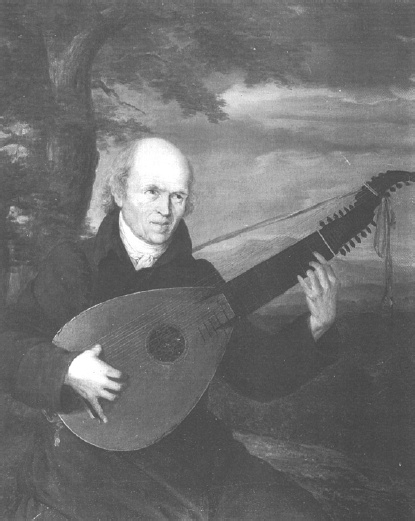
Christian Gottlieb Scheidler, Gemälde von Christian Xeller (um 1812)

Johann Christian Gottlieb Scheidler (* 26. November 1747 in Aken (Elbe); † 15. August 1829 in Mainz) war ein deutscher Violoncellist, Lautenist, Gitarrist und Komponist.

## Leben
Über Scheidlers Lebenslauf ist wenig bekannt. Er wirkte als Cellist und Fagottist an verschiedenen Fürstenhöfen, bekannt wurde er aber vor allem durch sein Spiel der Laute und Gitarre. Er gilt als einer der letzten Virtuosen auf der Laute einerseits und als früher Vertreter des Gitarrenspiels andererseits.
Zu seinen publizierten Werken für Gitarre gehören etwa zwei Sonaten (Sonate pour la Guitarre) in C-Dur und G-Dur, eine Sonate D-Dur (Nr. 1), op. 21, für Violine und Gitarre sowie eine Sonate D-Dur (Nr. 2) für Violine und Gitarre. Die Sonate D-Dur (Nr. 1), op. 21, hat Karl Scheit 1979 neu herausgegeben und eine Fassung für zwei Gitarren beigefügt, die gern von Gitarrenduos gespielt wird, da sie spielerisch virtuos und idiomatisch gesetzt ist.
Christian Gottlieb Scheidler wurde von Zeitgenossen als Improvisator auf diesen Instrumenten hoch geschätzt. In Ernst Ludwig Gerbers Historisch-biographischem Lexikon der Tonkünstler (1792) wird (fälschlich in der Namensform „Schindler“) erwähnt, dass er schon seit 1768 als Violoncellist, Lautenist und Komponist bekannt war. 1778 bis 1812 war er als Hoflautenist und Cellist der Kurfürstlichen Hof- und Kammermusik am Hofe des Kurfürsten von Mainz angestellt, floh jedoch bereits Anfang 1794 während der Belagerung von Mainz durch französische Truppen nach Frankfurt am Main, wo er, vor allem Gitarre unterrichtend, als Privatmusiklehrer (u. a. für Maria Belli-Gontard und Marianne von Willemer) wirkte. Von 1808 bis 1814 war er bei der Frankfurter Theaterkapelle beschäftigt, danach kehrte er nach Mainz zurück, wo er 1829 starb.
Er war nicht mit der Gothaer Musikerfamilie um Johann David Scheidler verwandt. Ob er der Verfasser der Gitarrenschule Nouvelle Methode ist, die unter dem ansonsten nicht geläufigen Namen J. F. Scheidler um 1803 bei Nikolaus Simrock erschien, ist nicht bekannt.